# Karl Geary
Karl John Geary (geboren 31. Mai 1972 in Dublin) ist ein irisch-US-amerikanischer Schauspieler und Autor.

## Leben
Karl Geary zog mit 15 Jahren ohne Arbeitsvisum in die USA, eine Green Card gewann er später bei einer Lotterie. Er arbeitet als Scriptschreiber und als Filmschauspieler. In der Hamlet-Produktion von Michael Almereyda spielte er 2000 die Rolle des Horatio. 2014 hatte er eine Rolle in Jimmy’s Hall von Ken Loach.
Geary war in New York City Pächter eines Clubs. Er heiratete 2003 die Schauspielerin Laura Fraser, sie zogen 2004 nach Irland und 2005 nach Glasgow, wo ihre Tochter geboren wurde.
Die Rechte für seinen ersten Roman Montpelier Parade gingen 2016 bei einer Versteigerung an den Verlag Harvill Secker. Nach seinem Erscheinen 2017 wurde der Roman mit dem sozialkritischen Roman A Kestrel for a Knave von Barry Hines aus dem Jahr 1968 verglichen, der 1969 von Loach verfilmt worden war.

## Politische Einstellungen
Im Oktober 2024 gehörte Geary zu den Unterzeichnern eines Aufrufs zum Boykott israelischer Kulturinstitutionen, „die an der überwältigenden Unterdrückung der Palästinenser mitschuldig sind oder diese stillschweigend beobachtet haben“.

## Werke
- Montpelier Parade. London : Harvill Secker, 2017
  - Montpelier Parade. Roman. Übersetzung Mayela Gerhardt. Reinbek bei Hamburg, Rowohlt Hundert Augen 2018, ISBN 978-3-498-02534-2.